# Václav Levý

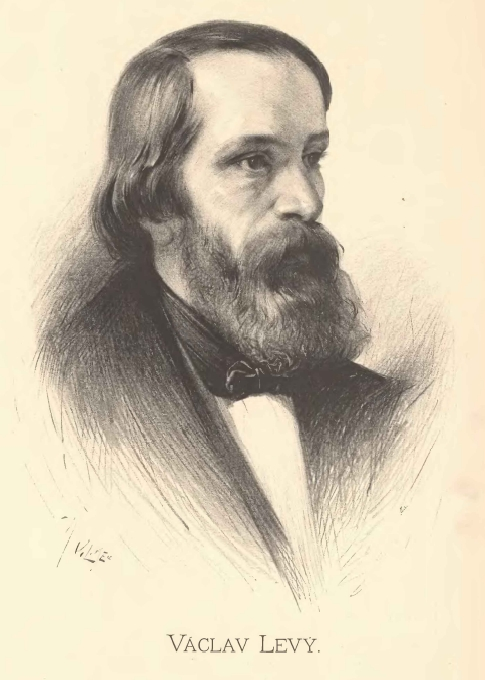
Václav Levý

Václav Levý, auch Wenzel Lewy (* 14. September 1820 in  Nebřežany (Bruck, Bezirk Kralowitz) in Böhmen; † 30. April 1870 in Prag) war ein tschechischer Bildhauer der Romantik.

## Leben
Wenzel Lewy (Levy), der Sohn eines Schuhmachers in Bruck, Bezirk Kralowitz in der Herrschaft Plass (Plasy) schuf nach einer Lehre als Tischler zunächst Schnitzereien. Seine ersten Werke in Stein schuf er in den Felsen bei Liboch (Liběchov) und machte Bekanntschaft mit der tschechischen Erweckungsbewegung. Auf Empfehlung und mit Unterstützung seines Entdeckers, dem Zuckerfabrikanten und Mäzen Anton Veith, dem Besitzer der Herrschaft und des Schlosses Liboch, studierte Levý von 1845 bis 1850 bei Ludwig Schwanthaler an der Akademie in München. Nach seiner Rückkehr nach Böhmen erhielt er jedoch fast keine nennenswerten Aufträge und schuf während der nachfolgenden fünf Jahre nur zwei Skulpturen.
1854 bis 1865 ging Wenzel Lewy gefördert durch ein Stipendium des Bischofs Josip Juraj Strossmayer zu einem Aufenthalt nach Rom. Seine dort geschaffenen Werke beeindrucken durch ihre Monumentalität, ihre Synthese aus Volkskunst und Barock. Vier Jahre vor seinem Tod im Jahre 1870 kehrte er nach Prag zurück, wurde Lehrer von Josef V. Myslbek und Begründer der modernen tschechischen Bildhauerschule.
Václav (Wenzel) Levý starb mit 49 Jahren und wurde auf dem Vyšehrader Friedhof (Ehrenfriedhof Slavin) in Prag beerdigt.

## Werke
- Die Drachenhöhle, 1841
- Schlangen, ca. 1841

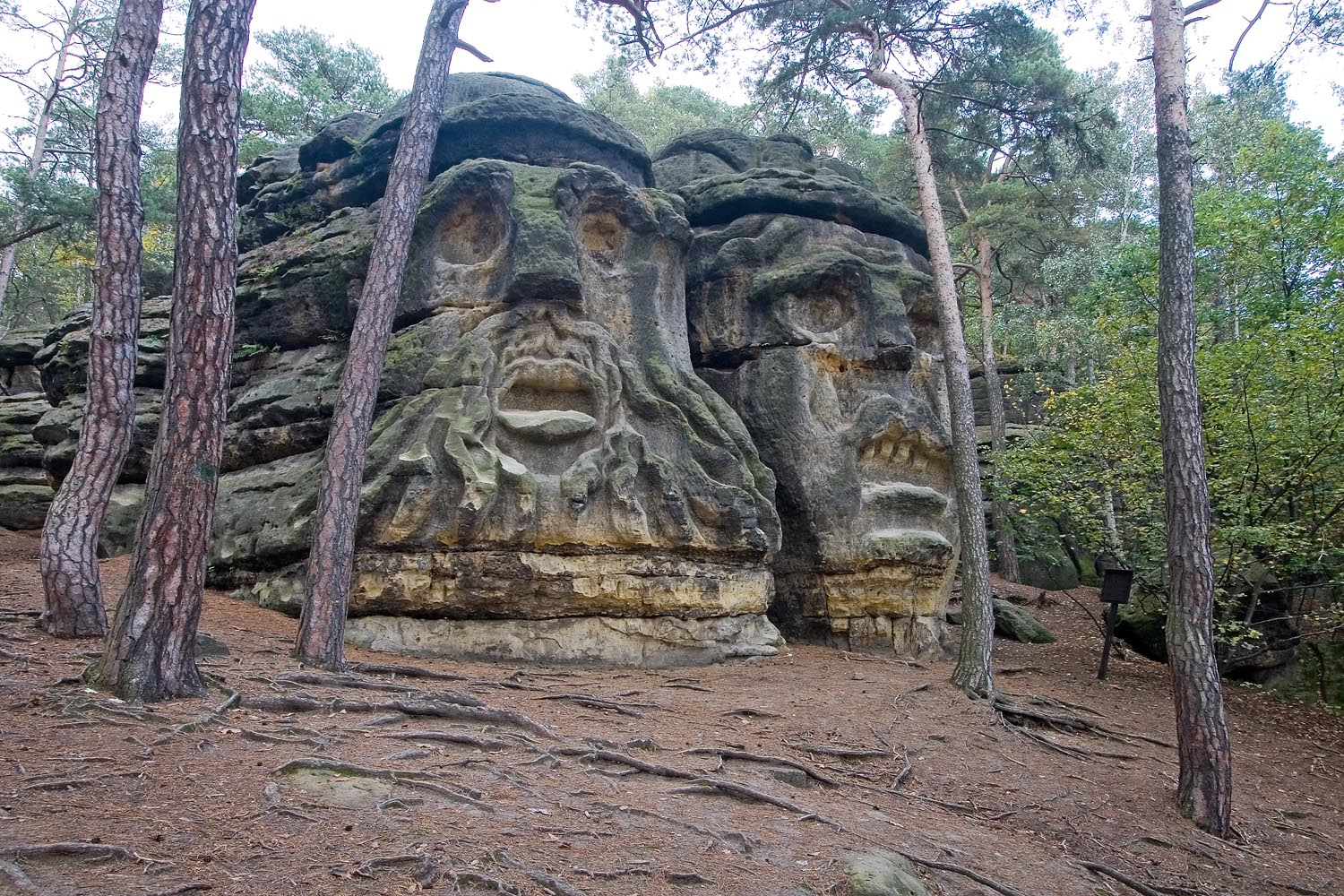
Teufelsköpfe, riesige Skulpturen in Sandstein-Felsen in der Nähe von Želízy

- Čertovy hlavy Teufelsköpfe, 1841–1845
- Monumentale Felsarbeiten (Blanik, Klacelka bei Liboch/Liběchov), 1845–1850
- Adam und Eva, 1849
- Strossmayer-Madonna (Madonna in tronto), 1857
- Madonna Immaculata, 1858
- Heilige Elisabeth, 1861
- Policka (Politschau) (Pfarrkirche), 1864
- Grabmal von Julius Zeyer, Vyšehrad, 1866
- Johann der Täufer, 1868/69
- Arbeiten im Veitsdom und an einer Felswand im Schlossgarten in Liboch/Liběchov bei Melnik an der Elbe